# Ehrharteae
Ehrharteae é uma tribo da subfamília Ehrhartoideae.

## Gêneros
Ehrharta, Microlaena, Petriella, Tetrarrhena